# Траунек, Йозеф
Йозеф Мария Густав Траунек (нем. Joseph Maria Gustav Trauneck, до 1928 года Йозеф Травничек, чеш. Josef Trawniček; 16 февраля 1898, Оломоуц — 14 февраля 1975, Вена) — немецкий и южноафриканский дирижёр.
Сын железнодорожного служащего, еврей по матери; мать Йозефа Розалия Вендум, путешествуя на поезде, опоздала в Оломоуце на пересадку и была вынуждена воспользоваться помощью сотрудника станции Карла Травничека, за которого вскоре и вышла замуж. Вырос в Вене, где учился в гимназии вместе с Виктором Ульманом и Хансом Эйслером. В 1916—1918 гг. проходил военную службу. После демобилизации изучал композицию в семинаре Арнольда Шёнберга, в 1920 году сопровождал своего наставника в ходе нидерландских гастролей.
В 1922 году по рекомендации Шёнберга был принят ассистентом дирижёра в Новый немецкий театр в Праге под руководством Александра Цемлинского, где работал в течение трёх сезонов. В 1925 году Траунек получил место дирижёра в Саарбрюкене, но уже через год был вынужден оставить его из-за романа с замужней женщиной, Лизбет Сендер (урождённой Розенталь, 1896—1991), женой банкира и дочерью главного раввина Кёльна Людвига Розенталя (1870—1938). Непродолжительное время работал в Майнце, Ольденбурге и Райхенберге (где, в частности, дирижировал первым в Чехословакии исполнением цикла Модеста Мусоргского «Картинки с выставки»). В 1928—1932 гг. возглавлял небольшой, но квалифицированный оркестр в Рудольштадте, в 1929 году оформил второй брак. Однако еврейское происхождение самого Траунека и его жены привело к его увольнению. Летом 1932 года дирижировал курортным оркестром в Кольберге, в сезоне 1932—1933 гг. работал в Штральзунде. После прихода к власти нацистов супруги Траунек подали прошения об иммиграции в представительства 13 стран и везде получили отказ. Наконец в январе 1934 года Траунек с женой и её дочерью от первого брака прибыли в Южную Африку.
В 1934 году Траунек основал Йоханнесбургский симфонический оркестр и оставался его руководителем вплоть до 1955 года; в 1948 году основал ежегодный Концертный фестиваль в Витватерсрандском университете, дирижировал также рядом других местных коллективов. В качестве солистов с южноафриканскими оркестрами под управлением Траунека выступали такие заметные музыканты, как Бронислав Губерман и Мишель Чернявский. В годы Второй мировой войны оркестры под управлением Траунека дали ряд концертов в пользу жертв войны и в поддержку еврейских поселений в Палестине, постоянно давались просветительские концерты для чернокожих слушателей. Спорадически выступал также как пианист-аккомпаниатор, давал уроки (среди его учеников видный южноафриканский музыкальный педагог Кхаби Мнгома). В 1954 году совершил гастрольное турне как дирижёр, выступив в Израиле, Италии, Франции, Швейцарии и ГДР, — на концертах Траунека публике были представлены произведения южноафриканских композиторов, в том числе единственное его собственное зрелое сочинение, небольшая симфоническая поэма «Тхабазимби» (по названию одноимённого железнорудного месторождения в Южной Африке).
В декабре 1955 года Траунек покинул Южную Африку и перебрался в ГДР при посредничестве своего старого друга Эйслера. Он дирижировал небольшими оркестрами с преимущественно развлекательным репертуаром в Шлайце (1956—1957), Зоннеберге (1960—1963) и Бад-Зальцунгене (1963—1965), в 1957—1960 гг. был вторым дирижёром оперного театра в Эрфурте. После этого Траунек завершил исполнительскую карьеру и вернулся в Вену, где много делал для сохранения памяти о своём учителе Шёнберге (в том числе для открытия музея Шёнберга в Мёдлинге).
Неопубликованная автобиография Траунека называется «История страданий гонимого» (нем. Leidensgeschichte eines Verfolgten).